# Hohlkasten

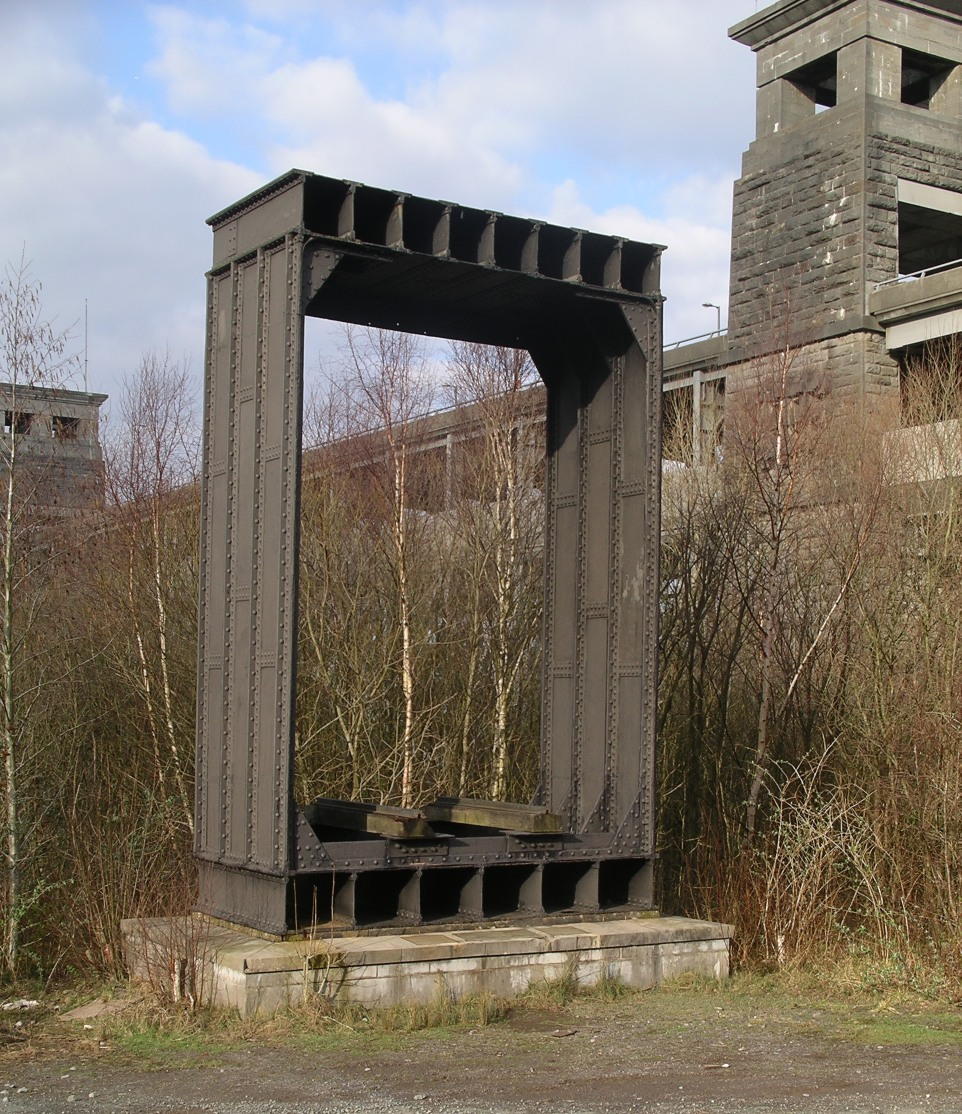
Teil der Britanniabrücke, eines der ersten Brückenbauwerke mit einem Hohlkastenträger. Im Inneren des Trägers verlief der Schienenweg.

Als Hohlkasten, Hohlkastenträger oder Hohlbalken wird im Bauwesen ein Träger bezeichnet, dessen Querschnittsform im Gegensatz zu einem Vollwandträger einen Hohlraum umschließt. Die Querschnittsform verleiht dem Träger eine große Stabilität, ähnlich einem Rohr. Hohlkastenträger werden für den Überbau von Balkenbrücken wie auch für den Bogen von Bogenbrücken verwendet und können für andere Tragwerke genutzt werden. Senkrechte Bauteile mit einem hohlen Kern wie große Brückenpfeiler werden nicht als Hohlkasten bezeichnet, sondern als „Bauteile mit Hohlquerschnitt“.

## Eigenschaften

Moderner Betonhohlkasten für eine Balkenbrücke. Markiert sind die üblichen Einbaulagen für Spannglieder. Die Fahrbahnplatte kragt seitlich aus.

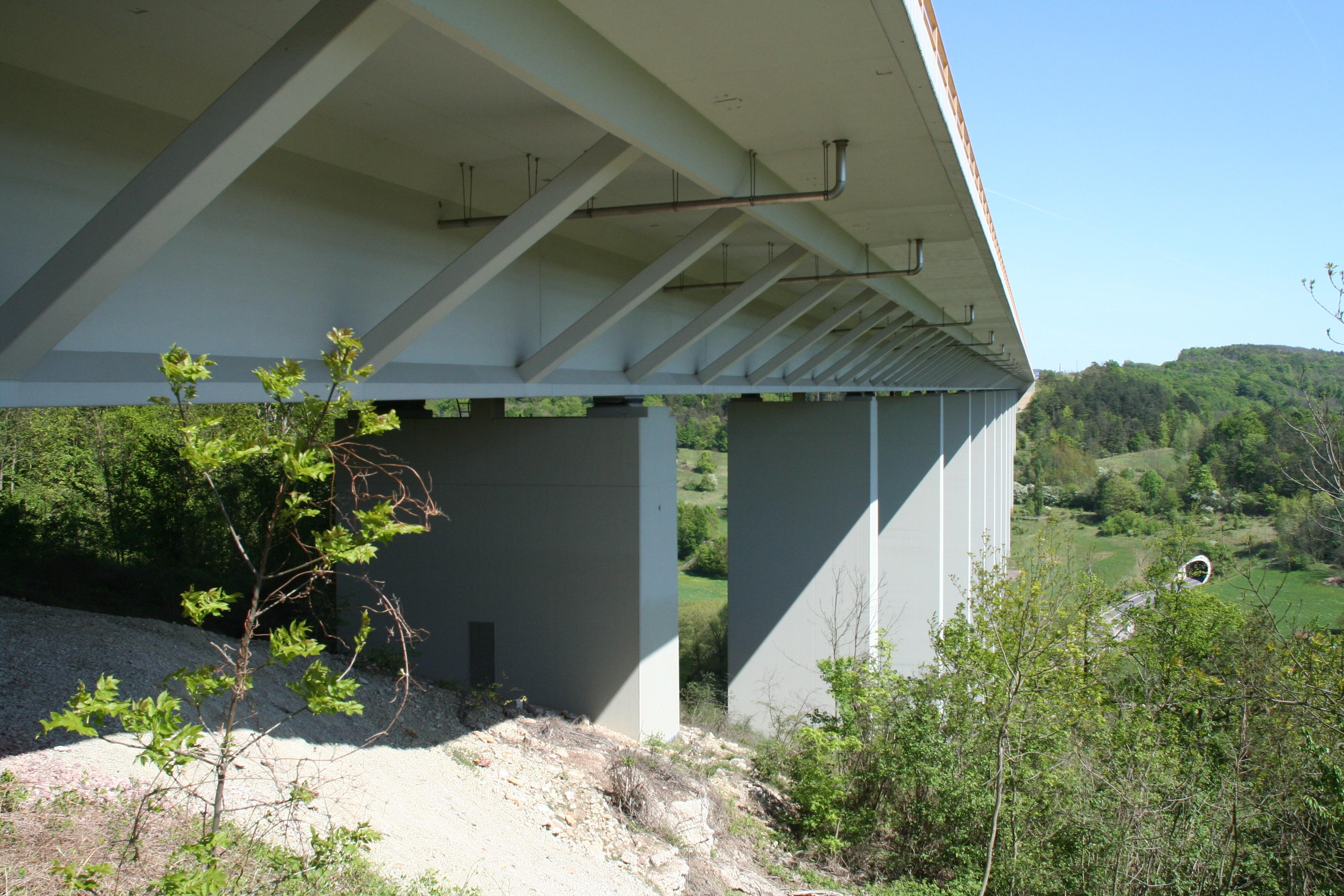
Werratalbrücke Hörschel, Balkenbrücke mit Hohlkastenquerschnitt und Druckstreben

### Aufbau
Ein Hohlkasten besteht in seiner einfachsten Form aus einer Bodenplatte, zwei Längsträgern und einer Deckplatte, die den Hohlraum umschließen. Der Hohlraum hat meist einen rechteckigen oder trapezförmigen Querschnitt, dieser kann aber auch dreieckig sein, wenn keine Bodenplatte verwendet wird. Boden- und Deckplatte werden auch als Gurte bezeichnet, die Längsträger als Stege. Neben den beiden Stegen, die den Hohlraum nach außen begrenzen, kann der Hohlraum durch zusätzliche innen liegende Stege unterteilt sein. Die einzelnen Hohlräume werden als Zellen bezeichnet. Dementsprechend wird ein Hohlkasten ohne zusätzliche innere Stege als einzellig bezeichnet, ein solcher mit einer Unterteilung als zweizellig und so weiter. Die Innenräume von Hohlkästen sind meistens zu Kontroll- und Wartungszwecken begehbar und beleuchtet (Netz oder Aggregat, evtl. Steckdosen).

### Mechanische Eigenschaften
Die mechanischen Eigenschaften sind vergleichbar mit denen von Rohren oder denen des natürlich wachsenden Bambus. Die Querschnittsform verleiht Hohlkastenträgern eine hohe Steifigkeit, sowohl die Biegung als auch die Torsion betreffend. Durch die vergleichsweise weit vom Schwerpunkt entfernt liegenden Wände eines Hohlkastens ergibt sich ein großes Biegewiderstandsmoment. Die ringsum geschlossene Wandung ermöglicht zudem ein großes Torsionswiderstandsmoment.
Des Weiteren knicken Träger dieser Bauform unter Längsdruck nicht so schnell wie Stäbe mit gleicher Querschnittsfläche, aber kompakterer Querschnittsgeometrie, was auf die geringere Schlankheit bei gleichem Materialeinsatz zurückzuführen ist.

### Werkstoffe
Im Brückenbau bestehen die meisten Hohlkästen aus Stahlbeton oder Spannbeton, es kommt aber auch geschweißter Baustahl zum Einsatz. Bei Balkenbrücken mit Hohlkasten in Stahlverbundbauweise besteht dieser aus einer Bodenplatte und Stegen aus Baustahl, die mit einer Fahrbahnplatte aus Stahlbeton abgedeckt sind. Die Verbindung der Betonplatte mit den Stahlteilen erfolgt durch Kopfbolzen.

## Verwendung
Bei Balkenbrücken kommen ein- oder mehrzellige Hohlkastenträger zum Einsatz. Die Deckplatte dient meist als Fahrbahnplatte und kragt oft über die Längsträger hinaus. Der Hohlraum weist oft eine Trapezform auf. Die Auskragung kann durch zusätzliche Druckstreben zwischen Bodenplatte und Auskragung abgestützt sein.
Bei Bogenbrücken kommen häufig Hohlkastenträger aus Stahlbeton für den Bogen zum Einsatz, auf den sich der Fahrbahnträger durch schlanke Säulen abstützt.
Als Beispiel für die Verwendung außerhalb des Brückenbaus sei das Moses-Mabhida-Stadion in Durban genannt, dessen Dach von einem als Bogen gestalteten Hohlkastenträger getragen wird.

## Geschichte und Entwicklung

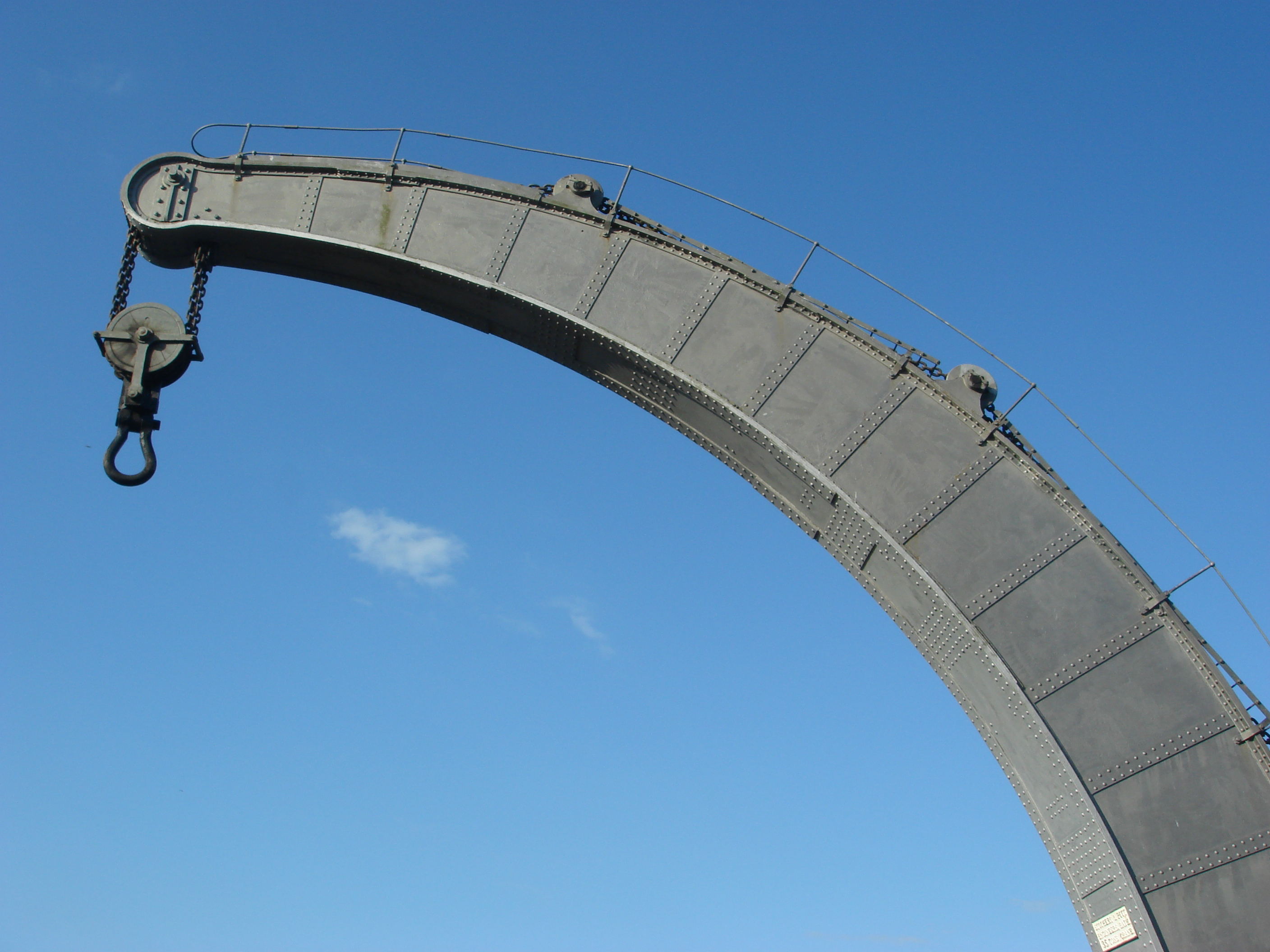
Hohlkastenausleger von Fairbairns Hafenkran

Die ersten Hohlkastenbrücken waren die 1849 gebaute Conwy Railway Bridge und die 1850 gebaute Britanniabrücke in Wales. Bei diesen Brücken verlief die Fahrbahn innerhalb des aus Schmiedeeisenplatten zusammengenieteten Trägers, weshalb die Bauwerke Röhrenbrücken genannt wurden. Der britische Ingenieur Robert Stephenson war mit dem Bau der Brücken beauftragt und zog den Mathematiker Eaton Hodgkinson und den schottischen Schiffsbauingenieur William Fairbairn hinzu. Fairbairn hatte sich bereits zuvor mit dem Tragverhalten und der Optimierung von Querschnitten beschäftigt. Die für die Britanniabrücke gewählte Hohlkastenkonstruktion war deutlich tragfähiger als erwartet, so dass eine zuvor eingeplante Aufhängung des Trägers an Ketten gar nicht notwendig wurde.
Ebenfalls 1850 verwendete Fairbairn erstmals einen Hohlkastenquerschnitt für einen dampfbetriebenen Hafenkran. Der Hohlkastenträger für den bogenförmigen Kranausleger wurde aus schmiedeeisernen Platten zusammengenietet.
Eine weitere, von Robert Stephenson nach dem Muster der Britanniabrücke geplante Hohlkastenbrücke war die 1859 fertiggestellte Pont Victoria in Montreal in Kanada, die 1898 durch eine stählerne Fachwerkbrücke ersetzt wurde.
In Frankreich verwendete Eugène Flachat das Prinzip für den 1852 vollendeten Wiederaufbau der durch Brandstiftung zerstörten Eisenbahnbrücke Asnières über die Seine, die gleichzeitig Frankreichs erste schmiedeeiserne Brücke war. Ihre Hohlkästen waren jedoch nur 2,28 m hoch und die vier Gleise lagen auf den fünf parallelen Hohlkästen. Diese Bauart wurde drei Jahre danach bei der Eisenbahnbrücke Langon (Gironde) über die Garonne wiederholt.
Mit der Theorie mehrzelliger Hohlkästen befasste sich Karl Marguerre schon 1940. Als erste Brücke der Welt mit einem dreizelligen Hohlkasten aus Stahl gilt die von Fritz Leonhardt geplante, 1948 fertiggestellte Deutzer Brücke in Köln.